# اپسوم اند اول
اپسوم اند اول (به انگلیسی: Epsom and Ewell) منطقه‌ای است در ناحیه جنوب شرقی انگلستان کشور انگلستان.
این منطقه در سال ۱۹۹۱ میلادی ۶۴٫۴۰۵ نفر جمعیت داشته و در سرشماری سال ۲۰۰۱ جمعیت آن به ۶۴٫۴۹۳ نفر رسیده‌است. میزان رشد سالانهٔ جمعیت اپسوم اند اول ‎۰٫۲۲ درصد می‌باشد و جمعیت آن در سال ۲۰۱۲ به ۶۶٫۰۹۱ نفر تغییر یافت.